# Municipio de Verner
El municipio de Verner (en inglés: Verner Township) es un municipio ubicado en el condado de Sargent en el estado estadounidense de Dakota del Norte. En el año 2010 tenía una población de 42 habitantes y una densidad poblacional de 0,45 personas por km².

## Geografía
El municipio de Verner se encuentra ubicado en las coordenadas 46°8′46″N 97°56′6″O / 46.14611, -97.93500. Según la Oficina del Censo de los Estados Unidos, el municipio tiene una superficie total de 92.66 km², de la cual 91,64 km² corresponden a tierra firme y (1,1 %) 1,02 km² es agua.

## Demografía
Según el censo de 2010, había 42 personas residiendo en el municipio de Verner. La densidad de población era de 0,45 hab./km². De los 42 habitantes, el municipio de Verner estaba compuesto por el 100 % blancos. Del total de la población el 0 % eran hispanos o latinos de cualquier raza.